# 아폴로 (사탕)
아폴로(영어: Ahpolo)는 광둥백성식품유한공사에서 만드는 사탕이다. 짧은 빨대 속에 포도당, 향료, 구연산, 착색료 등이 들어가 있는 모양의 사탕이다.

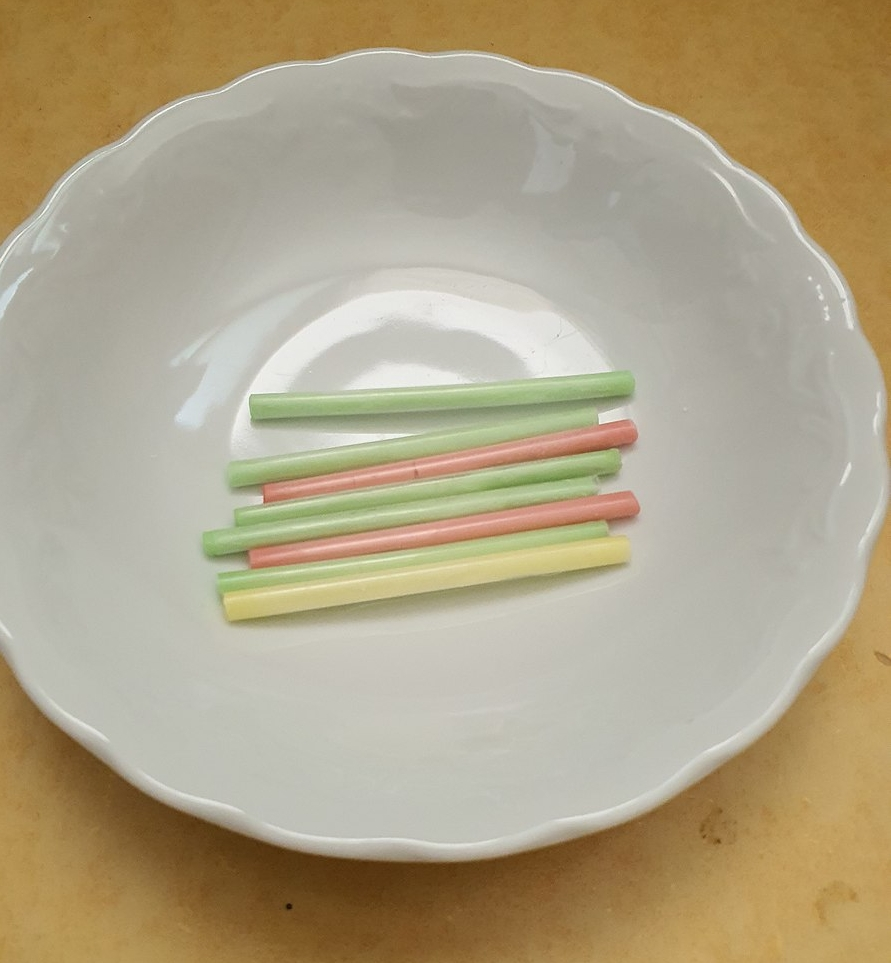
접시에 담긴 과자 아폴로

## 역사
아폴로는 1969년에 과자회사인 우림제과에서 처음 발매되었다. 이후, 우림제과는 아폴로의 인기에 힘입어 1971년 아폴로제과로 이름을 바꾸게 된다. 아폴로가 잘 팔리던 판매 초기인 1970년대, 잘 팔리는 유명한 상품이 되었지만 매출은 그다지 높지 못했다. 가내 수공업 형태를 띠고 있던 제과공장의 문제 상 대량생산이 불가능했기 때문이다. 하지만 1990년대, IMF 구제금융사건 이후로 소비 심리가 위축되고 복고 열풍이 불면서 최대 호황을 누리게 된다. 하지만 아폴로의 불량식품 편견 때문에 이 호황은 오래가지 못하였다. 2008년 기준으로, 아폴로는 발매 초기에 비해 많이 오른 원자재 값 때문에 양이 많이 줄었지만, 가격 100원을 유지하는 저가 정책을 유지하고 있어 가격을 올리진 않았다. 이런 저런 이유로 현재 아폴로제과의 사장인 김진원은 2년 후, 딱 40년을 채우고 아폴로 제과를 접을 생각을 가지고 있는 것으로 알려져 있다.